# Ernest Bourdon de Gramont
Ernest Bourdon de Gramont, né le 14 mai 1805 à Verson (Calvados) et mort le 23 août 1847 à Saint-Louis-du-Sénégal, est un officier de marine et 
gouverneur du Sénégal de 1846 à 1847.

## Biographie

### Famille
Fils d'Exupère Bourdon de Gramont, capitaine de vaisseau, et de Césarie de Picquot de Magny , il nait le 14 mai 1805 à Verson (Calvados).
Il épouse le 16 décembre 1833, Hermandine de Scorailles dont il a un fils, Roger, né le 28 novembre 1834 à Toulon.

### Carrière
À 17 ans il devient élève de 2e classe de la Marine le 1er mai 1822 et passe élève de 1re classe  le 1er mai 1823. Il participe à bord de la frégate La Thétis (commandée par Paul de Nourquer du Camper) au voyage autour du monde dirigé par Hyacinthe de Bougainville de mars 1824 à juin 1826 (un autre futur gouverneur du Sénégal, Médéric Malavois, participe à la même odyssée). Nommé enseigne de vaisseau le 29 octobre 1826, Bourdon de Gramont combat à la bataille de Navarin en 1827 sur le brick L'Alcyon.
Il sert ensuite comme aide de camp de l'amiral Jurien de La Gravière, préfet maritime de Toulon de 1834 à 1837, puis commande de 1837 à 1839 le cotre l'Éperlan, chargé de surveiller les morutiers français pêchant au large de l'Islande. À l'issue de cette mission, Ernest Bourdon de Gramont est désigné pour commander le prestigieux yacht royal La Reine-Amélie, de 1840 à 1843. Promu capitaine de corvette le 6 septembre 1843, il navigue ensuite sur des bateaux à vapeur.
Nommé par une ordonnance royale du 6 mai 1846 au poste de gouverneur du Sénégal pour succéder au gouverneur Ollivier, décédé dans la colonie, il entre en fonctions le 30 août 1846. Comme son prédécesseur, il est emporté par la fièvre tropicale après un an de séjour.
Il est décoré de la Légion d'honneur en 1831.

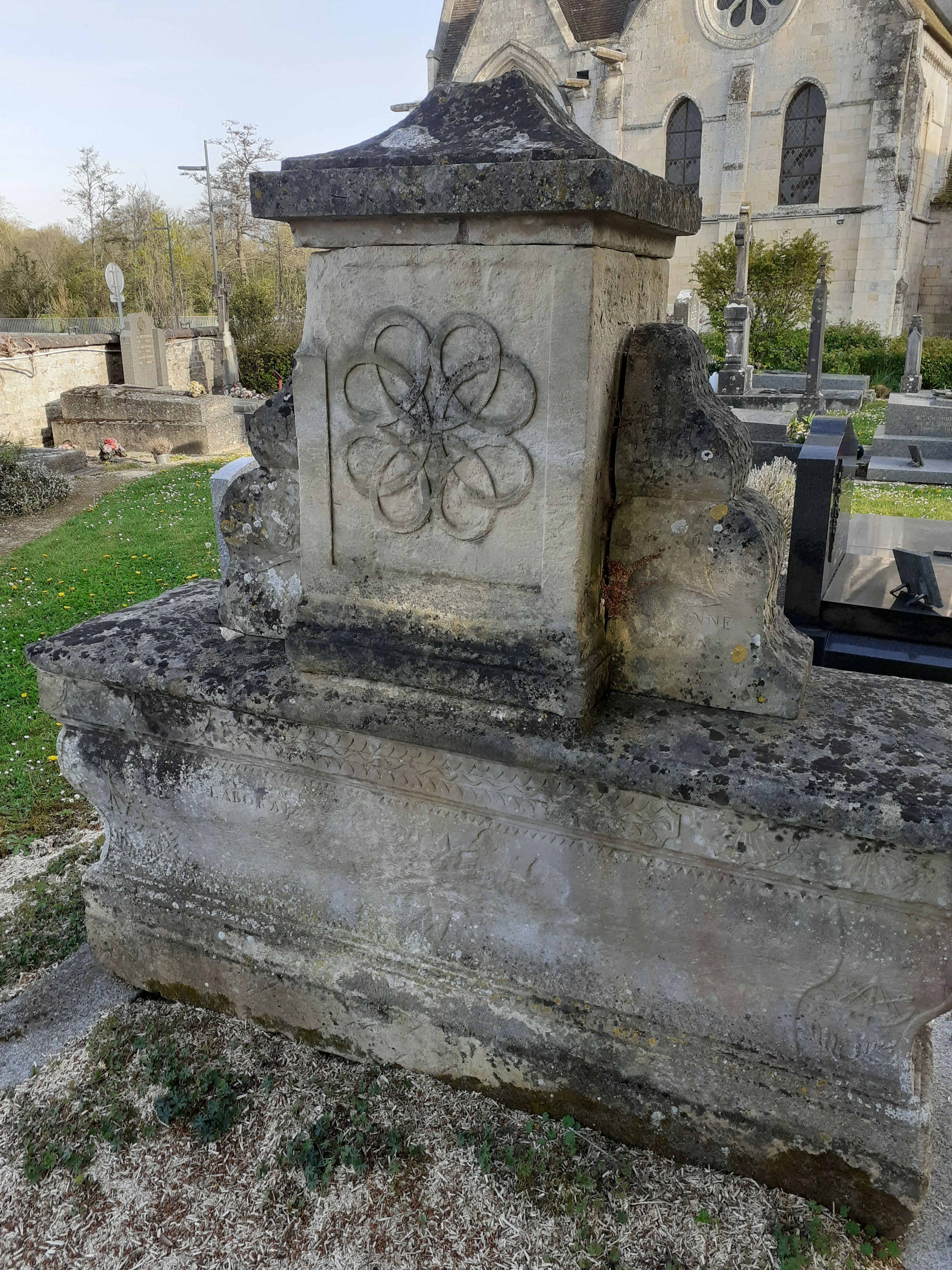
Tombe d'Ernest Bourdon Gramont dans le cimetière de Verson.